# Calciumthiosulfat
Calciumthiosulfat ist eine anorganische chemische Verbindung des Calciums aus der Gruppe der Thiosulfate.

## Gewinnung und Darstellung
Calciumthiosulfat kann durch Reaktion von Natriumthiosulfat mit Calciumchlorid gewonnen werden.
{\displaystyle {\ce {CaCl2 + Na2S2O3 -> CaS2O3 + 2 NaCl}}}
Das Hexahydrat kann aus Thioschwefelsäure gewonnen werden.
Die Verbindung kann auch durch Reaktion von Calciumsulfit und Schwefel bei 30–40 °C oder aus kochendem Kalk und Schwefel in Gegenwart von Schwefeldioxid hergestellt werden.
Ebenfalls möglich ist die Darstellung durch Kochen von Calciumhydroxid mit Schwefel und Wasser, wobei zuerst Calciumpentasulfid und Calciumthiosulfat entsteht.
{\displaystyle {\ce {3 Ca(OH)2 + 12 S -> 2 CaS5 + CaS2O3 + 3 H2O}}}

## Eigenschaften
Calciumthiosulfat ist ein kristalliner Feststoff, der als Hexahydrat löslich in Wasser ist. Er zersetzt sich bei Erhitzung über 45 °C. Das Hexahydrat hat eine trikline Kristallstruktur mit der Raumgruppe P1 (Raumgruppen-Nr. 2) mit den Zelldimensionen a = 7,42±0,01, b = 9,48±0,01, c = 15.19±0,01 Å, α = 128,7±0,3, β = 100,1±0,3, γ = 143,1±3°. Das Hexahydrat gibt bei 45 °C vier Teile Kristallwasser ab und die restlichen zwei bei 85 °C. Das Anhydrat zersetzt sich bei 112 °C zu Calciumsulfat, Schwefel und Schwefeldioxid.

## Verwendung
Calciumthiosulfat wird als Herbizid verwendet. Es wird als Lösung kommerziell angeboten, wobei die klare Lösung wenig Geruch und einen pH-Wert im Bereich von 6,5–7,5 hat. Sie wird zur Dechlorierung, Ozon- und Wasserstoffperoxidabschreckung, in Beton- und Zementformulierungen, fotografischen Prozessen, Beschichtungen, Stabilisatoren und Reaktanden für Edel- und Nichtedelmetalle eingesetzt. Sie wird auch als „flüssiger Kalk“ in der Landwirtschaft verwendet. Calciumthiosulfat ist ein Reduktionsmittel. Es wird routinemäßig als Titriermittel verwendet, um die Konzentration von Oxidantien wie Hypochlorit in der Bleiche und gelösten Sauerstoff in Wasser zu bestimmen. Es dechloriert sofort Wasser und wird verwendet, um eine Bleichreaktion in der Papierindustrie zu stoppen. Es wird auch in der Gold- und Silbererzverarbeitung  (Kiss-Prozess) eingesetzt. Die Verbindung wird auch zur Behandlung von Dermatitis und Gelbsucht durch Arsphenamin eingesetzt.